# Gala-Juzava-vasútvonal
A Gala-Juzava-vasútvonal (ガーラ湯沢線; Hepburn: Gāra-yuzawa-sen) a japán Niigata prefektúrában, Juzavában található vasúti mellékvonal nem hivatalos neve, amelyet a JR East üzemeltet.
A normál nyomtávolságú vonal egy rövid 1,8 km hosszúságú villamosított mellékvonal, amely a Dzsóecu Sinkanszen Ecsigo-Juzava állomásáról a Gala-Juzava állomásig tart, de hivatalosan a (keskeny nyomtávú) Dzsóecu-vasútvonal egyik ágának minősül. A vonalnak nincsenek közbenső állomásai.
Gala-Juzava állomás a közeli Gala-Juzava síközpontot szolgálja ki (a sífelvonók közvetlenül az állomásról indulnak), így az állomást csak a téli időszakban használják. A síszezonban a Tokióból induló Tanigava járatokat meghosszabbítják, hogy Gala-Juzaváig közlekedjenek. A vonalon közlekedő összes vonat  "limited express" besorolású, ezért korlátozott expressz felárat kell fizetni rajtuk.
A mellékvonalat eredetileg karbantartási célokra építették, de 1990. december 20-tól, amikor a JR East fejlesztette a síterepet, megnyitották személyszállítási célokra is. A téli szezonon kívül a vonalat az Ecsigo-Juzava állomásig közlekedő és onnan induló vonatok használják.

## Gördülőállomány
- Sinkanszen E2
- Sinkanszen E7

## Lásd még
- Hakata-Minami-vasútvonal, egy másik Sinkanszen stílusú nem Sinkanszen vonal